# Liratella nigra
Liratella nigra är en stekelart som beskrevs av Girault 1913. Liratella nigra ingår i släktet Liratella och familjen Eucharitidae.
Artens utbredningsområde är Paraguay. Inga underarter finns listade i Catalogue of Life.